# F1 2014 (joc video)
F1 2014 este un joc video de curse bazat pe sezonul de Formula 1 din 2014, dezvoltat și publicat de Codemasters. Jocul prezintă noile mașini turbo-hibride introduse în sezonul 2014, precum și formațiile de echipe și piloți. Sunt prezentate toate pistele de Formula 1 din 2014, inclusiv noi adăugări precum Red Bull Ring, Hockenheimring, noul Autodrom Soci și Bahrain în condiții de noapte.
Jocul permite jucătorilor să aleagă orice echipă pentru care să conducă la începutul modului Carieră, mai degrabă decât să forțeze jucătorul să înceapă la o echipă mai jos din grilă, ca în titlurile anterioare. De asemenea, spre deosebire de titlurile anterioare, modul Carieră permite jucătorilor să aleagă dintre trei durate diferite de sezon: șapte curse, 12 curse sau toate cele 19 curse. Jocul include, de asemenea, un nou test de evaluare a pilotului, iar modul Scenario a fost îmbunătățit. Jocul nu include conținut clasic, o caracteristică a predecesorului jocului care le-a permis utilizatorilor să conducă mașini istorice de Formula 1 pe piste istorice.
Acesta a fost ultimul joc de Formula 1 lansat pentru Xbox 360 și PlayStation 3, și ultimul joc de Formula 1 care a fost lansat în septembrie/octombrie.
Jocul prezintă formațiile inițiale de piloți din sezonul 2014. Piloții de rezervă, Will Stevens și André Lotterer, nu au fost incluși în joc, deoarece ambii au concurat o singură dată în sezonul 2014.

## Recepție
F1 2014 a primit recenzii „mixte sau medii”, potrivit agregatorului de recenzii de jocuri video Metacritic. Recenziatorii au lăudat noul aspect al mașinilor turbo-hibride din 2014, grafica, acțiunea de curse și unele caracteristici noi care au făcut jocul mai accesibil, dar au criticat lipsa de noi caracteristici majore și eliminarea conținutului clasic din jocul anterior, ceea ce a dus la recenzii mixte.
Game Revolution a acordat jocului o recenzie pozitivă, cu un rating de 4,5 din 5, afirmând că „cursele sale autentice și distractive echilibrează bine accesibilitatea și simularea” și că „o schimbare a focalizării de la istorie și melodrama F1 la curse este o schimbare binevenită". De asemenea, au lăudat grafica, numind-o „superbă pentru PS3/Xbox 360, cu efecte meteo impresionante”.
Jocul a primit o recenzie mixtă de la Eurogamer, evaluându-l cu 5 din 10, invocând lipsa de noi funcții și un mod de carieră neinspirat. Ei au mai declarat că „este un pas înapoi cuantificabil pentru serie, salvat doar de faptul că ceea ce este acolo rămâne o piesă însoțitoare satisfăcătoare pentru sezonul din acest an, dacă ai norocul să ai un volan decent”.
Hardcore Gamer a acordat jocului un 4 din 5, spunând că „F1 2014 își joacă punctele forte și nu se blochează de dezordine. În timp ce cursele clasice de F1 nu pot fi recreate anul acesta, modul carieră este o experiență mult mai diversă și plăcută. Acțiunea de curse este mai intensă decât oricând, ceea ce face ca acesta să fie unul dintre cele mai plăcute jocuri de F1 create vreodată”.
PC Gamer a evaluat jocul cu 67 din 100, ajungând la concluzia că „cu elementele fundamentale neschimbate și cu incursiunea din ultimii ani în mașinile clasice eliminate, F1 2014 oferă foarte puțin în afară de o actualizare superficială a mașinii și a pistei”. Ei au criticat lipsa de noi caracteristici majore, comentând sarcastic că „pe spatele casetei F1 2014, sub „funcții noi”, ar putea fi la fel de bine să fie o imagine a unui bărbat care ridică din umeri scuzându-se”.